# Малашково (Торопецкий район)
Малашково — упразднённая деревня в Торопецком районе Тверской области. Располагалась на территории Пятницкого сельского округа (современное Скворцовское сельское поселение).

## География
Деревня была расположена в пределах Валдайской возвышенности в западной части района, расстояние до Торопца составляло около 32 км. Ближайшими населёнными пунктами являлись деревни Немково, Бавыкино и Суслово.

## История

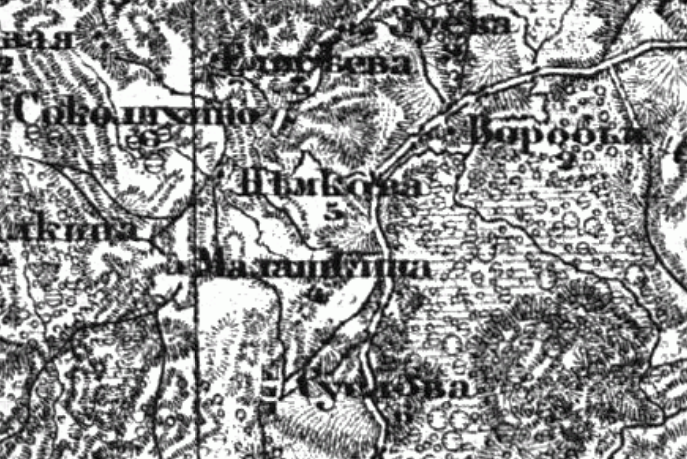
Деревня и окрестности на карте 1861 года

Деревня впервые упоминается под названием Малашкина на топографической карте Фёдора Шуберта, изданной в 1861 году. Имела 4 двора.
В списке населённых мест Псковской губернии за 1885 год значится деревня Малашково (№ 13444). Располагалась при ручье Овчиник в 30 верстах от уездного города. Входила в состав Плотиченской волости Торопецкого уезда. Имела 3 двора и 35 жителей.
На карте РККА 1923—1941 годов обозначена деревня Малашково. Имела 11 дворов.